# Inglaterra en la Copa Mundial de Fútbol de 2014
La selección de fútbol de Inglaterra fue una de las 32 selecciones que participaron en la Copa Mundial de Fútbol de 2014, esta fue su decimocuarta participación en mundiales y quinta consecutiva desde Francia 1998.

## Clasificación
Inglaterra disputó las eliminatorias de la UEFA en el grupo H, obtuvo la clasificación en la última fecha al derrotar en Londres a Polonia por 2-0 el 15 de octubre de 2013. Inglaterra culminó su participación de manera invicta con seis victorias y cuatro empates.
| Equipo     | Pts | PJ | PG | PE | PP | GF | GC | Dif |
| ---------- | --- | -- | -- | -- | -- | -- | -- | --- |
| Inglaterra | 22  | 10 | 6  | 4  | 0  | 31 | 4  | 27  |
| Ucrania    | 21  | 10 | 6  | 3  | 1  | 28 | 4  | 24  |
| Montenegro | 15  | 10 | 4  | 3  | 3  | 18 | 17 | 1   |
| Polonia    | 13  | 10 | 3  | 4  | 3  | 18 | 12 | 6   |
| Moldavia   | 11  | 10 | 3  | 2  | 5  | 12 | 17 | -5  |
| San Marino | 0   | 10 | 0  | 0  | 10 | 1  | 54 | -53 |

| Fecha                    | Lugar      |            |                       | Resultado |                       |            |
| ------------------------ | ---------- | ---------- | --------------------- | --------- | --------------------- | ---------- |
| 7 de septiembre de 2012  | Chisináu   | Moldavia   | Bandera de Moldavia   | 0:5 (0:3) | Bandera de Inglaterra | Inglaterra |
| 11 de septiembre de 2012 | Londres    | Inglaterra | Bandera de Inglaterra | 1:1 (0:1) | Bandera de Ucrania    | Ucrania    |
| 12 de octubre de 2012    | Londres    | Inglaterra | Bandera de Inglaterra | 5:0 (2:0) | Bandera de San Marino | San Marino |
| 17 de octubre de 2012    | Varsovia   | Polonia    | Bandera de Polonia    | 1:1 (0:1) | Bandera de Inglaterra | Inglaterra |
| 22 de marzo de 2013      | Serravalle | San Marino | Bandera de San Marino | 0:8 (0:5) | Bandera de Inglaterra | Inglaterra |
| 26 de marzo de 2013      | Podgorica  | Montenegro | Bandera de Montenegro | 1:1 (0:1) | Bandera de Inglaterra | Inglaterra |
| 6 de septiembre de 2013  | Londres    | Inglaterra | Bandera de Inglaterra | 4:0 (3:0) | Bandera de Moldavia   | Moldavia   |
| 10 de septiembre de 2013 | Kiev       | Ucrania    | Bandera de Ucrania    | 0:0       | Bandera de Inglaterra | Inglaterra |
| 11 de octubre de 2013    | Londres    | Inglaterra | Bandera de Inglaterra | 4:1 (0:0) | Bandera de Montenegro | Montenegro |
| 15 de octubre de 2013    | Londres    | Inglaterra | Bandera de Inglaterra | 2:0 (1:0) | Bandera de Polonia    | Polonia    |

### Goleadores
| Jugador                 | Goles | PJ |
| ----------------------- | ----- | -- |
| Wayne Rooney            | 7     | 6  |
| Frank Lampard           | 4     | 7  |
| Danny Welbeck           | 4     | 8  |
| Jermain Defoe           | 3     | 4  |
| Daniel Sturridge        | 2     | 4  |
| Alex Oxlade-Chamberlain | 2     | 5  |
| Steven Gerrard          | 2     | 8  |
| Rickie Lambert          | 1     | 2  |
| Andros Townsend         | 1     | 2  |
| Ashley Young            | 1     | 3  |
| Leighton Baines         | 1     | 7  |
| James Milner            | 1     | 8  |

## Preparación

### Campamento base
Luego del sorteo de la fase final del mundial realizado en diciembre de 2013 el entrenador de la Selección inglesa, Roy Hodgson, confirmó que Inglaterra se instalará en la ciudad de Río de Janeiro, en el estado homónimo, durante su participación en la copa mundial de 2014.
La delegación inglesa estuvo hospedada en el Hotel Royal Tulip en la playa de São Conrado. Previamente La Asociación del Fútbol de Inglaterra (FA) había dado el visto bueno al hotel pese a algunos comentarios desfavorables que se divulgaron por la red, por esto el Royal Tulip entró en un programa de renovación para mejorar sus instalaciones. Los ingleses utilizarán como centro de entrenamiento el Estádio Claudio Coutinho que forma parte de las dependencias del Centro de Capacitação Física do Exército ubicado en el barrio residencial de Urca en la zona sur de la ciudad.

### Amistosos previos
| 15 de noviembre de 2013 | Inglaterra | 0:2 (0:0) | Chile             | Estadio de Wembley, Londres, Inglaterra                   |                                                           |
|                         |            | Reporte   | Sánchez 7' 90'+4' | Asistencia: 62,953 espectadores Árbitro(s): Florian Meyer | Asistencia: 62,953 espectadores Árbitro(s): Florian Meyer |

| 18 de noviembre de 2013 | Inglaterra | 0:1 (0:1) | Alemania        | Estadio de Wembley, Londres, Inglaterra                     |                                                             |
|                         |            | Reporte   | Mertesacker 39' | Asistencia: 85,934 espectadores Árbitro(s): Stéphane Lannoy | Asistencia: 85,934 espectadores Árbitro(s): Stéphane Lannoy |

| 5 de marzo de 2014 | Inglaterra    | 1:0 (0:0) | Dinamarca | Estadio de Wembley, Londres, Inglaterra                |                                                        |
|                    | Sturridge 82' | Reporte   |           | Asistencia: 68,573 espectadores Árbitro(s): Kevin Blom | Asistencia: 68,573 espectadores Árbitro(s): Kevin Blom |

| 30 de mayo de 2014 | Inglaterra                                | 3:0 (1:0) | Perú | Estadio de Wembley, Londres, Inglaterra                   |                                                           |
|                    | Sturridge 32' · Cahill 65' · Jagielka 70' | Reporte   |      | Asistencia: 83,578 espectadores Árbitro(s): Viktor Kassai | Asistencia: 83,578 espectadores Árbitro(s): Viktor Kassai |

| 4 de junio de 2014 | Ecuador                     | 2:2 (1:1) | Inglaterra               | Sun Life Stadium, Miami, Estados Unidos                  |                                                          |
|                    | E. Valencia 8' · Arroyo 70' | Reporte   | Rooney 29' · Lambert 51' | Asistencia: 21,534 espectadores Árbitro(s): Jair Marrufo | Asistencia: 21,534 espectadores Árbitro(s): Jair Marrufo |

| 7 de junio de 2014 | Honduras | 0:0     | Inglaterra | Sun Life Stadium, Miami, Estados Unidos                     |                                                             |
|                    |          | Reporte |            | Asistencia: 45,379 espectadores Árbitro(s): Ricardo Salazar | Asistencia: 45,379 espectadores Árbitro(s): Ricardo Salazar |

## Lista de jugadores
Cada selección clasificada al mundial debe enviar a la FIFA una lista con un máximo de 30 jugadores convocados al menos 30 días antes de la hora de inicio del partido inaugural. Luego se deberá reducir la lista a 23 jugadores, que incluirá a tres porteros, y será enviada a la FIFA al menos diez días antes del partido inaugural. 
El 12 de mayo de 2014 Roy Hodgson, entrenador de la selección de Inglaterra, dio a conocer la lista de los 23 jugadores convocados para asistir al mundial. La numeración de los jugadores fue confirmada el 22 de mayo.
| #     | Nombre                  | Posición       | Edad        | Club                 |
| ----- | ----------------------- | -------------- | ----------- | -------------------- |
| 1     | Joe Hart                | Portero        | 27          | Manchester City      |
| 2     | Glen Johnson            | Defensa        | 29          | Liverpool            |
| 3     | Leighton Baines         | Defensa        | 29          | Everton              |
| 4     | Steven Gerrard          | Centrocampista | 34          | Liverpool            |
| 5     | Gary Cahill             | Defensa        | 28          | Chelsea              |
| 6     | Phil Jagielka           | Defensa        | 31          | Everton              |
| 7     | Jack Wilshere           | Centrocampista | 22          | Arsenal              |
| 8     | Frank Lampard           | Centrocampista | 35          | Chelsea              |
| 9     | Daniel Sturridge        | Delantero      | 24          | Liverpool            |
| 10    | Wayne Rooney            | Delantero      | 28          | Manchester United    |
| 11    | Daniel Welbeck          | Delantero      | 23          | Manchester United    |
| 12    | Chris Smalling          | Defensa        | 24          | Manchester United    |
| 13    | Ben Foster              | Portero        | 31          | West Bromwich Albion |
| 14    | Jordan Henderson        | Centrocampista | 23          | Liverpool            |
| 15    | Alex Oxlade-Chamberlain | Centrocampista | 20          | Arsenal              |
| 16    | Phil Jones              | Defensa        | 22          | Manchester United    |
| 17    | James Milner            | Centrocampista | 28          | Manchester City      |
| 18    | Rickie Lambert          | Delantero      | 32          | Southampton          |
| 19    | Raheem Sterling         | Centrocampista | 19          | Liverpool            |
| 20    | Adam Lallana            | Centrocampista | 26          | Southampton          |
| 21    | Ross Barkley            | Centrocampista | 20          | Everton              |
| 22    | Fraser Forster          | Portero        | 26          | Celtic               |
| 23    | Luke Shaw               | Defensa        | 18          | Southampton          |
| D. T. | Roy Hodgson             | Roy Hodgson    | Roy Hodgson | Roy Hodgson          |

Los siguientes jugadores no forman parte de la lista definitiva pero fueron incluidos en la lista preliminar de 30 jugadores que la Asociación del Fútbol de Inglaterra (FA) envió a la FIFA.
| Nombre          | Posición       | Edad | PJ Sel | G | Club              |
| --------------- | -------------- | ---- | ------ | - | ----------------- |
| John Ruddy      | Portero        | -    | -      | - | Norwich City      |
| Jon Flanagan    | Defensa        | -    | -      | - | Liverpool         |
| John Stones     | Defensa        | -    | -      | - | Everton           |
| Michael Carrick | Centrocampista | -    | -      | - | Manchester United |
| Tom Cleverley   | Centrocampista | -    | -      | - | Manchester United |
| Andy Carroll    | Delantero      | -    | -      | - | West Ham United   |
| Jermain Defoe   | Delantero      | -    | -      | - | Toronto           |

## Participación

### Grupo D
| Equipo     | Pts | PJ | PG | PE | PP | GF | GC | Dif |
| ---------- | --- | -- | -- | -- | -- | -- | -- | --- |
| Costa Rica | 7   | 3  | 2  | 1  | 0  | 4  | 1  | +3  |
| Uruguay    | 6   | 3  | 2  | 0  | 1  | 4  | 4  | 0   |
| Italia     | 3   | 3  | 1  | 0  | 2  | 2  | 3  | -1  |
| Inglaterra | 1   | 3  | 0  | 1  | 2  | 2  | 4  | -2  |

| 14 de junio de 2014, 18:00 | Inglaterra    | 1:2 (1:1) | Italia                        | Arena da Amazonia, Manaus                                 |                                                           |
|                            | Sturridge 36' | Reporte   | Marchisio 34' · Balotelli 49' | Asistencia: 39 800 espectadores Árbitro(s): Björn Kuipers | Asistencia: 39 800 espectadores Árbitro(s): Björn Kuipers |

| 19 de junio de 2014, 16:00 | Uruguay        | 2:1 (1:0) | Inglaterra | Estadio Arena de São Paulo, São Paulo                               |                                                                     |
|                            | Suárez 38' 84' | Reporte   | Rooney 74' | Asistencia: 62 575 espectadores Árbitro(s): Carlos Velasco Carballo | Asistencia: 62 575 espectadores Árbitro(s): Carlos Velasco Carballo |

| 24 de junio de 2014, 13:00 | Costa Rica | 0:0     | Inglaterra | Estadio «Mineirão», Belo Horizonte |                             |
|                            |            | Reporte |            | Árbitro(s): Djamel Haimoudi        | Árbitro(s): Djamel Haimoudi |

## Estadísticas

### Participación de jugadores
| #  | Pos        | Jugador        | PJ (T/S) | Minutos Jugados | Goles recibidos | Atajos | Tarjetas Amarillas | Doble Tarjeta Amarilla y Roja | Tarjetas Rojas |
| -- | ---------- | -------------- | -------- | --------------- | --------------- | ------ | ------------------ | ----------------------------- | -------------- |
| 1  | Guardameta | Joe Hart       | 2 (2/0)  | 180             | -4              | -      | 0                  | 0                             | 0              |
| 13 | Guardameta | Ben Foster     | 1 (1/0)  | 90              | 0               | -      | 0                  | 0                             | 0              |
| 22 | Guardameta | Fraser Forster | -        | -               | -               | -      | -                  | -                             | -              |

| #  | Pos            | Jugador                 | PJ (T/S) | Minutos Jugados | (P) | Asistencias | Tarjetas Amarillas | Doble Tarjeta Amarilla y Roja | Tarjetas Rojas |
| -- | -------------- | ----------------------- | -------- | --------------- | --- | ----------- | ------------------ | ----------------------------- | -------------- |
| 2  | Defensa        | Glen Johnson            | 2 (2/1)  | -               | -   | 1           | -                  | -                             | -              |
| 3  | Defensa        | Leighton Baines         | 2 (2/1)  | -               | -   | -           | 1                  | -                             | -              |
| 4  | Centrocampista | Steven Gerrard          | 2 (2/1)  | -               | -   | -           | -                  | -                             | -              |
| 5  | Defensa        | Gary Cahill             | 3 (3/0)  | -               | -   | -           | -                  | -                             | -              |
| 6  | Defensa        | Phil Jagielka           | 2 (2/1)  | -               | -   | -           | -                  | -                             | -              |
| 7  | Centrocampista | Jack Wilshere           | 2 (1/2)  | -               | -   | -           | -                  | -                             | -              |
| 8  | Centrocampista | Frank Lampard           | 1 (1/2)  | -               | -   | -           | -                  | -                             | -              |
| 9  | Delantero      | Daniel Sturridge        | 3 (3/0)  | -               | 1   | -           | -                  | -                             | -              |
| 10 | Delantero      | Wayne Rooney            |          | -               | 1   | 1           | -                  | -                             | -              |
| 11 | Delantero      | Daniel Welbeck          | -        | -               | -   | -           | -                  | -                             | -              |
| 12 | Defensa        | Chris Smalling          | -        | -               | -   | -           | -                  | -                             | -              |
| 14 | Centrocampista | Jordan Henderson        | -        | -               | -   | -           | -                  | -                             | -              |
| 15 | Centrocampista | Alex Oxlade-Chamberlain | -        | -               | -   | -           | -                  | -                             | -              |
| 16 | Defensa        | Phil Jones              | -        | -               | -   | -           | -                  | -                             | -              |
| 17 | Centrocampista | James Milner            | -        | -               | -   | -           | -                  | -                             | -              |
| 18 | Delantero      | Rickie Lambert          | -        | -               | -   | -           | -                  | -                             | -              |
| 19 | Centrocampista | Raheem Sterling         | -        | -               | -   | -           | 1                  | -                             | -              |
| 20 | Centrocampista | Adam Lallana            | -        | -               | -   | -           | 1                  | -                             | -              |
| 21 | Centrocampista | Ross Barkley            | -        | -               | -   | -           | 1                  | -                             | -              |
| 23 | Defensa        | Luke Shaw               | -        | -               | -   | -           | -                  | -                             | -              |